# Seznam islandskih skladateljev
Seznam islandskih skladateljev.

## A
- Ólafur Arnalds

## J
- Jóhann Jóhannsson (1969-2018)

## L
- Jón Leifs

## S
- Sveinn Rúnar Sigurðsson
- Örlygur Smári
- Sveinbjörn Sveinbjörnsson
- Skúli Sverrisson

## T
- Haukur Tómasson
- Anna S. Þorvaldsdóttir

## V
- Jórunn Viðar